# قانون اساسی ایالت هسن
قانون اساسی هسن (به آلمانی: Verfassung des Landes Hessen) در ۱ دسامبر ۱۹۴۶ به امضا رسید، که از آن زمان تا کنون قانون اساسی ایالت هسن آلمان است. برای نگارش این قانون کمیته ای برای تهیه پیش نویس قانون اساسی از ۱۲ شرکت کننده از هر حزب تشکیل شد. در ۳۰ ژوئن ۱۹۴۶ انتخابات برای کنوانسیون قانون اساسی ایالتی (به آلمانی: verfassungsberatende Landesversammlung) برگزار شد. از مجموع مشارکت ۷۱ درصدی در انتخابات، حزب سوسیال دموکرات آلمان (SPD) ۴۴٫۳ درصد از نمایندگان، اتحادیه دموکرات مسیحی آلمان (CDU) ۳۷٫۳ درصد، حزب کمونیست آلمان (KPD) ۹٫۷ درصد و حزب لیبرال دموکراتیک آلمان (LDP) ۶ درصد را به دست آوردند. در کنوانسیون قانون اساسی ایالتی از ۱۵ جولای تا ۳۰ نوامبر ۱۹۴۶، ۵۱ شرکت کننده حضور داشتند.

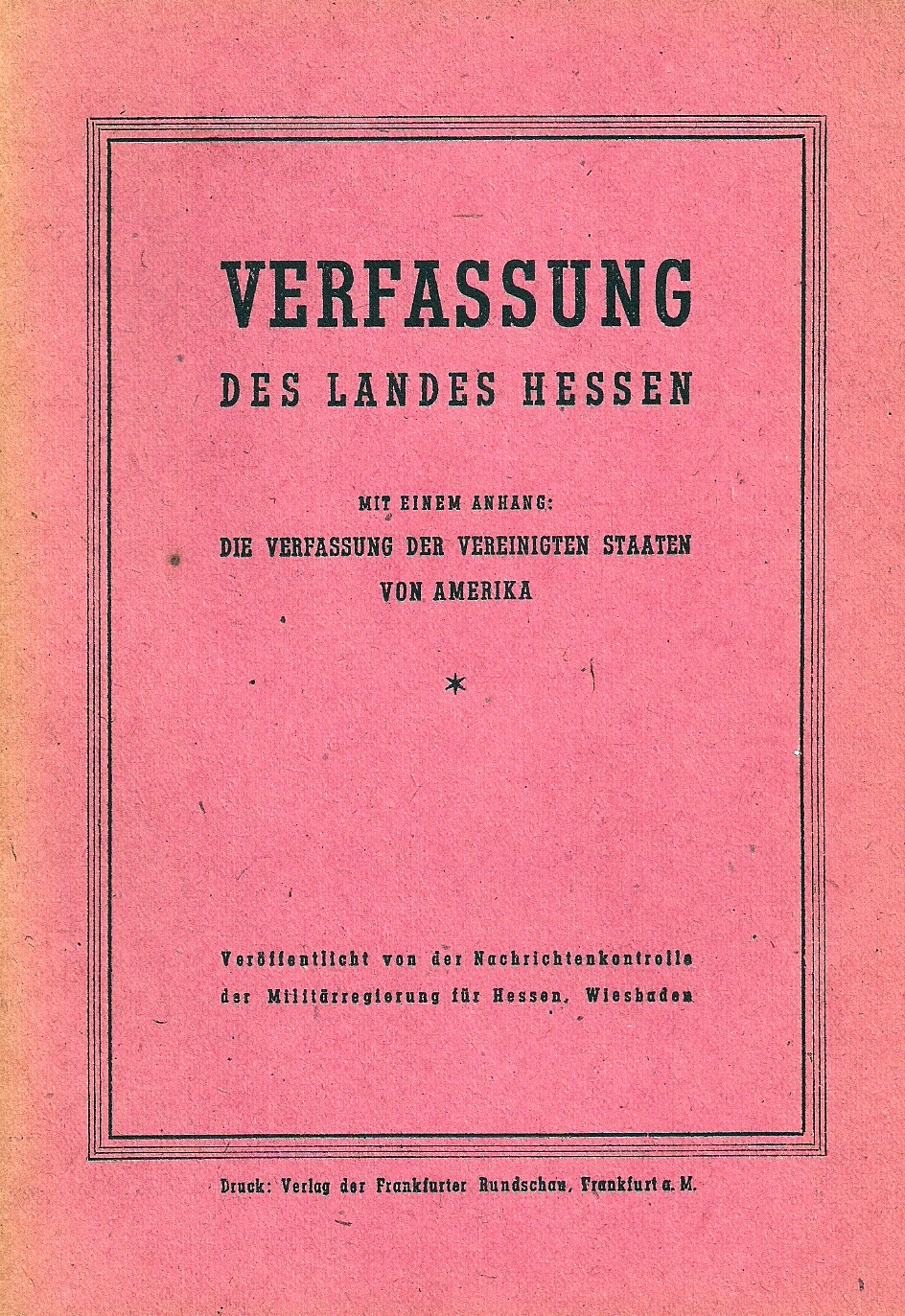
صفحه عنوان (قرمز) انتشار قانون اساسی ایالت هسن توسط دولت نظامی آمریکا برای هسن، ویزبادن، ۱۹۴۶

کنوانسیون ایالتی قانون اساسی هسن را در ۳۰ سپتامبر ۱۹۴۶ تصویب کرد. در ۱ دسامبر ۱۹۴۶، قانون اساسی هسن با رأی ۷۶٫۴ درصدی مردم به عنوان اولین قانون اساسی در آلمان پس از جنگ اجرایی شد. از دیگر نکات مهم قانون اساسی، به رسمیت شناختن کرامت و انسانیت مردم بود که در حوزه اقتصادی، این شامل حق کار، هشت ساعت روز کاری، حداقل ۱۲ روز مرخصی، حق اعتصاب و همچنین قانون صنعتی یکسان برای کارگران، کارمندان و مقامات بود. به دلیل تازه بودن وقایع تاریخی تحت نظام ناسیونالسوسیالیسم، جنبه‌های اجتماعی قانون اساسی بسیار فراتر از قوانین اساسی که بعداً توسط سایر ایالت‌های فدرال آلمان تصویب شد، بود. به عنوان مثال بر اساس ماده ۲۱ مجازات اعدام ممکن است برای جرایم به خصوص سنگین اعمال شود. ماده ۲۱ در سال ۲۰۱۸ تغییر کرد و محتوای آن با «مجازات اعدام لغو شد»، جایگزین شد تا در تضاد با قانون اساسی فدرال نباشد.